# Harry Colley
Henry „Harry“ Edward Colley (* 21. Februar 1891 in Dublin; † 18. Januar 1972 ebenda) war ein irischer Politiker der Fianna Fáil. Er war von 1944 bis 1957 Teachta Dála (Abgeordneter) im Dáil Éireann, dem Unterhaus, und von 1957 bis 1961 Mitglied im Seanad Éireann, dem Oberhaus des irischen Parlaments (Oireachtas). 
Colley wurde 1913 Mitglied der Irish Volunteers. Während des Osteraufstands 1916 bezog er Position im General Post Office. Er wurde durch die Briten inhaftiert und kam nach Frongoch (Wales). Dort wurde er bereits im Dezember 1916 wieder entlassen. Im Irischen Unabhängigkeitskrieg wurde er unter Oscar Traynor Kompanieführer der Irisch-republikanischen Armee (IRA) in Dublin. Unter seiner Führung wurde das Zollamt abgebrannt.
Als Gegner des anglo-irischen Vertrages kämpfte er weiter in der IRA. Im August 1922 wurde er jedoch verhaftet und in Newbridge interniert. Er wurde nach einem Hungerstreik im März 1923 wieder freigelassen. 
Colley war eines der Gründungsmitglieder der Fianna Fáil. Er engagierte sich in der Parteiorganisation. Bei den Wahlen 1943 trat er erstmals im Wahlkreis Dublin North East an, wurde jedoch nicht gewählt. Erst bei den Wahlen 1944 hatte er dann Erfolg und konnte in den Dáil einziehen. Diesen Erfolg konnte er bei den Wahlen 1948, den 1951 und 1954 wiederholen. Bei den Wahlen 1957 konnte er jedoch nicht die erforderliche Stimmzahl erreichen. Er wurde aber noch 1957 über die Arbeitsliste in den Seanad Éireann gewählt und hielt den Sitz bis 1961. 
Colley war seit 1918 mit Christina Nugent verheiratet und hatte mit ihr sieben Kinder, darunter auch den Politiker George Colley. Auch dessen Tochter, Anne Colley, war als Politikerin aktiv.